# Baronia brevicornis
Sous-famille
Genre
Espèce
Statut de conservation UICN

 EN  : En danger
Baronia brevicornis est une espèce de papillons, de la famille des Papilionidés. C'est la seule espèce connue de la sous-famille des Baroniinae (et donc aussi du genre Baronia). Elle est endémique du Mexique.

## Noms vernaculaires
Baronia brevicornis est appelé short-horned baronia en anglais.

## Morphologie
L'imago de Baronia brevicornis est un grand papillon marron, largement taché de blanc ou de jaune dans la partie centrale des ailes antérieures et la partie basale des ailes postérieures. Une ligne de petites taches distales complète l'ornementation.
La chenille est de couleur verdâtre avec un dos plus ou moins rougeâtre.

## Biologie
Baronia brevicornis a la particularité, unique chez les Papilionidae, d'avoir pour plante-hôte larvaire un acacia : Acacia cochliacanha.

## Distribution
Baronia brevicornis est endémique du Sud du Mexique, où il est rare.

## Systématique
Le genre Baronia et son espèce type Baronia brevicornis ont été décrits par Osbert Salvin en 1893.
Le nom de Baronia est un hommage à M. Baron qui a trouvé le premier spécimen dans la Sierra Madre.
Espèce énigmatique, Baronia brevicornis est isolée dans la classification des Papilionidae, au point de constituer sa propre sous-famille, celle des Baroniinae, créée par Felix Bryk en 1913.
Elle est considérée comme le plus primitif des Papilionidae actuels, et partage certaines caractéristiques avec le taxon fossile Praepapilio[réf. souhaitée].

### Sous-espèces
L'espèce est divisée en deux sous-espèces :
- Baronia brevicornis brevicornis Salvin, 1893
- Baronia brevicornis rufodiscalis Maza & White, 1987